# Amnesicoma
Amnesicoma là một chi bướm đêm thuộc họ Geometridae.

## Các loài
- Amnesicoma albiseriata Warren, 1893
- Amnesicoma simplex Warren, 1895